# 全国新聞ニュース網
全国新聞ニュース網（ぜんこくしんぶんニュースもう、英語：Japan Web News）は、2003年（平成15年）7月4日から2017年（平成29年）6月30日まで存在した、日本国内の有力地方紙7社8紙が地域ニュースや災害情報を発信するニュースサイトである。

## 概要
それぞれの新聞に掲載されている地域ローカルな情報が中心であり、「写真で見るニュース」や災害・事故ニュースも充実していた。参加社は7社協議会を構成し、記事交流を行っていた。
これら参加社の特徴としては、いわゆるブロック紙と呼ばれる大規模新聞社であったり、一県紙に止まる場合でも他県に比して有力とされる新聞社であるという点が挙げられる。また、スポーツ新聞を発行している新聞社が多いのも特徴である。
2017年3月31日にコンテンツの更新を停止し、参加各紙のニュースへのリンクも廃止した。2017年6月30日にサーバーを停止し、サイトは閉鎖されている。

## 参加社
- 北海道新聞（北海道新聞社）
- 河北新報（河北新報社）
- 新潟日報（新潟日報社）
- 東京新聞（中日新聞東京本社）
- 中日新聞（中日新聞社）
- 神戸新聞（神戸新聞社）
- 中国新聞（中国新聞社）
- 西日本新聞（西日本新聞社）